# 海下灣海岸公園

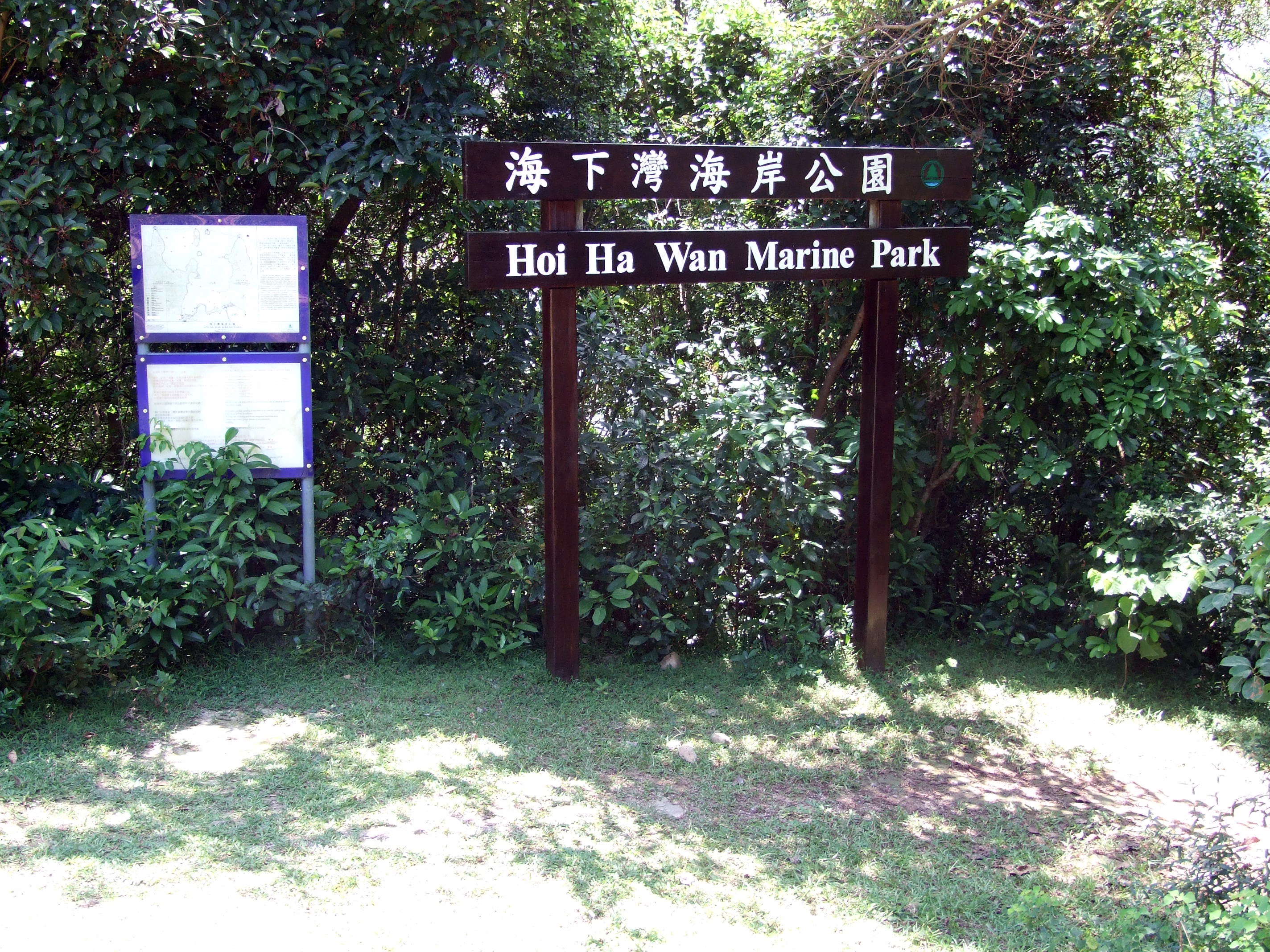
海下灣海岸公園

海下灣海岸公園（英語：Hoi Ha Wan Marine Park），於1996年7月5日劃定，是一個位於香港新界西貢半島海下灣的海岸公園，面積260公頃，該海岸公園是香港的首批海岸公園之一。海下灣海岸公園的北面則以響螺角（Gruff Head）、銀洲、磨洲及棺材角（Ocean Point）為界，東、南及西面均由西貢西郊野公園包圍，陸上界線則隨岸邊的高潮線劃分。
海下遊客中心於2021年6月8日開幕。

## 設施
海下灣海岸公園設有3個「機動船隻禁區」及1個「船內引擎船隻禁區」，保護其中的珊瑚群落，亦有設有兩個「泊船區」。公園護理員站崗位於海下村內。

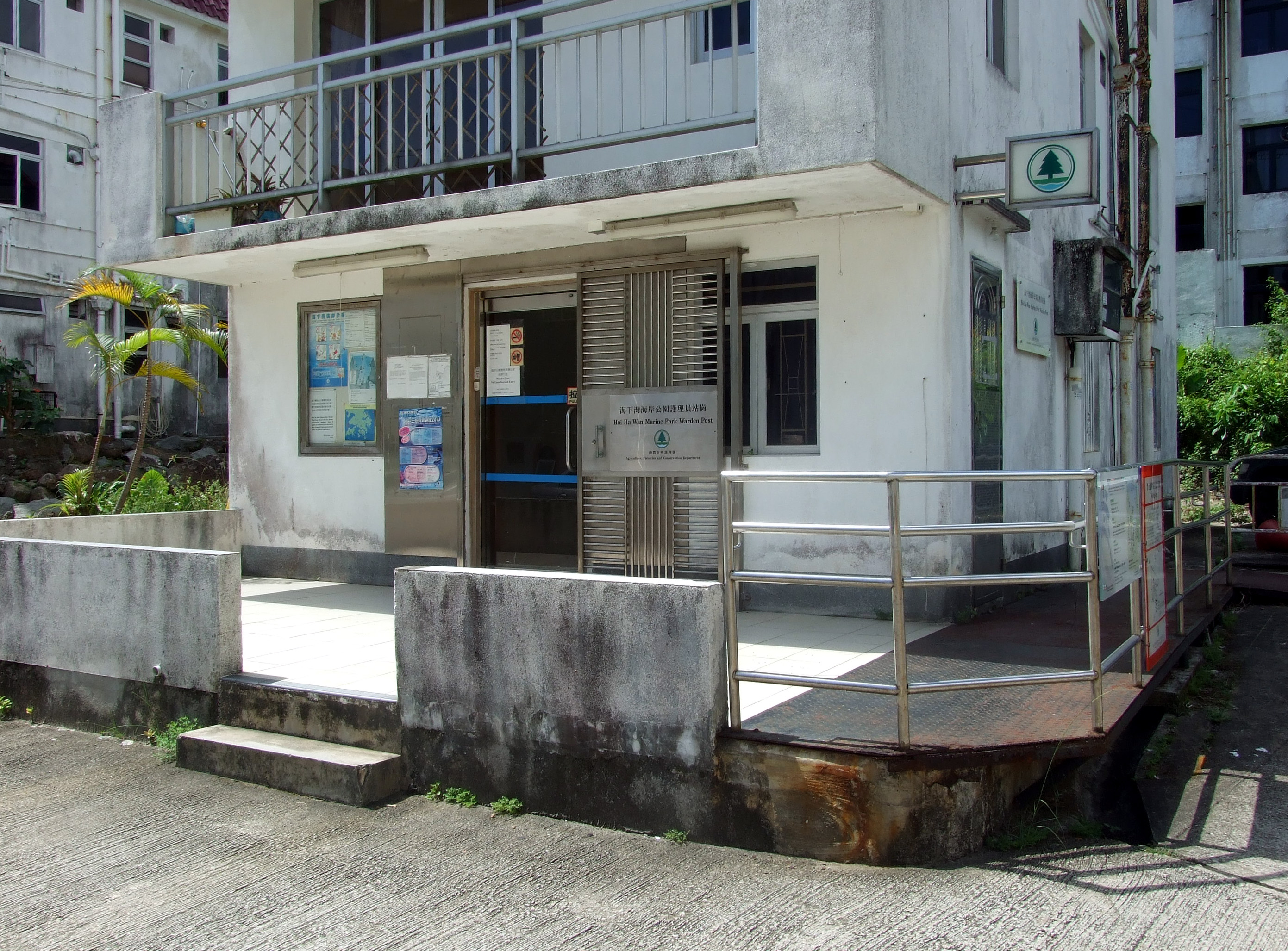
海下灣海岸公園護理員站崗
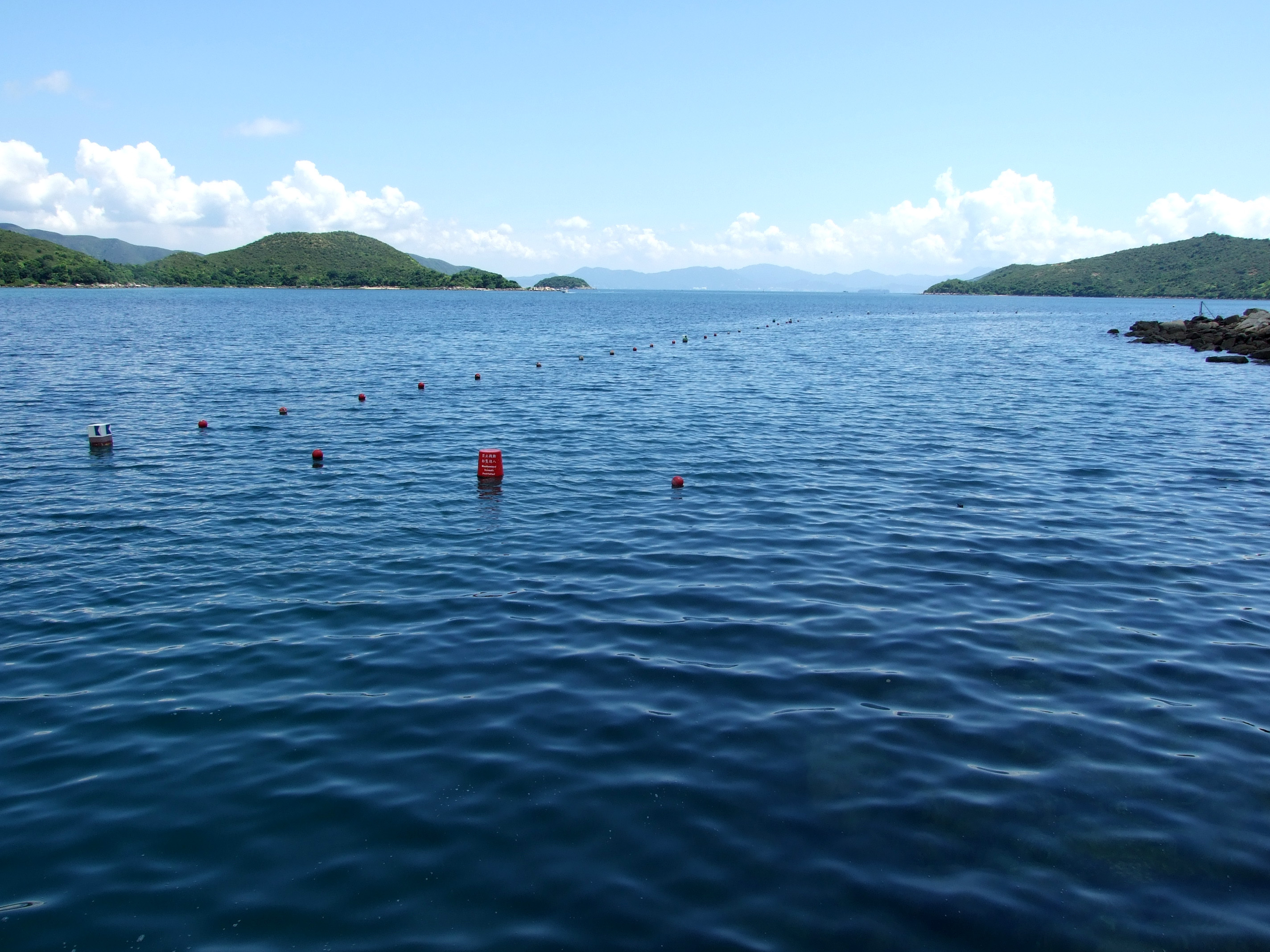
在海下碼頭以北的「機動船隻禁區」

## 物種
珊瑚群落
海下灣海岸公園是香港其中一個生長優良的珊瑚區，香港現有記錄的84種石珊瑚，在公園內共找到64種。
海洋生物
公園有著豐富及多樣性的海洋生物，孕育超過120種珊瑚伴生魚類，亦有巴布亞硝水母（Mastigias  papua）、共生曲海綿（Sigmadocia symbiotica）、黑角珊瑚、阿拉伯寶螺、管蟲（Protula magnifica）、細紋愛潔蟹、雜色角孔海膽（Salmacis sphaeroides）及方柱翼手參等海洋無脊椎動物。
紅樹群落
紅樹主要生長於海下灣主河口，是海下灣海岸公園最大的群落，約佔0.53公頃，此外，沿公園岸邊亦有較細小的紅樹群落。香港現有記錄的8種真紅樹中，有6種可以在這裡找到，包括秋茄（水筆仔）、桐花樹、海漆、海欖雌（白骨壤）、木欖及欖李。

## 外部連結
- 漁護署：海下灣海岸公園 （页面存档备份，存于）
  - 海下灣海岸公園地圖 （页面存档备份，存于）